# Антоньєва Ганна Петрівна
Антоньєва Ганна Петрівна (нар. 29 серпня 1961, Помічна, Добровеличківського району Кіровоградської області) — українська політична діячка та бізнесвумен, народний депутат України 3-го та 4-го скликань.

## Життєпис
Народилася 29 серпня 1961 року у місті Помічна Добровеличківського району, Кіровоградської області..
- 1978—80 — студ., Олександрійське пед. уч-ще.
- 1980—83 — учит. початкових класів, Іванівська СШ Новоукраїнського р-ну Кіровогр. обл.
- 1983—88 — учит. початкових класів, учит. географії, Кіровогр. 8-річна школа N 7.
- 1988 — педагог-організатор, ст. педагог-організатор дитячо-юнацьких клубів, міський молодіжний центр «ТОМ», м. Кіровоград.
- 1988—89 — відповід. організатор відділу пропаганди та культурно-масової роботи, Кіровогр. МК ЛКСМУ.
- 1990—95 — директор, дитячо-юнацьке спорт.-оздоровче т-во «Юніор».
- 1995—97 — директор, ТОВ «Юніор».
- 1995—98 — ген. директор, ВО «Артеміда».
- З 05.1999 — чл. Нац. ради, чл. президії Нац. Ради ДемПУ.
- 01—03.1999 — кер. секретаріату ДемПУ.
- З 03.1999 — голова ДемПУ.
- З 1998—2002 — нар. деп. України.
- З 2002—06 — нар. деп. України.

## Освіта
- 1980 р. — Олександрійське педагогічне училище;
- 1989 р. — Кіровоградський педагогічний інститут, історичний факультет, вчитель історії та суспільствознавства;
- Національна академія державного управління при Президентові України;
- Національний університет державної податкової служби України.

## Політична діяльність
03.1998—04.2002 — Народний депутат України 3 скликання, виб. окр. N 98, м. Кіровогад. На час виборів: ген. дир. ВО «Артеміда». Чл. фракції НДП (05.1998-02.99), чл. групи «Відродження регіонів» (02.1999-04.2001). Чл. Комітету з питань економічної політики, управління народним господарством, власності та інвестицій (07.1998—02.99), Комітету з питань охорони здоров'я, материнства та дитинства (02.1999—04.2000), член Комітету з питань державного будівництва та місцевого самоврядування (з 04.2000).
04.2002—04.2006 — Народний депутат України 4 скликання, виб. окр. N 99, м. Кіровоград, самовисування. За 16.94 %, 19 суперників. На час виборів: нар. деп. України, член ДемПУ. чл. фракції «Регіони України» (06.2002-01.05), позафр. (11—21.01.2005), чл. фракції Партії промисловців і підприємців України (з 03.2005). Член Комітету з питань екологічної політики, природокористування та ліквідації наслідків Чорнобильської катастрофи (з 06.2002).
2006—2010 — Депутат Верховної ради АР Крим.
Президент Міжнародного інституту демократії (з лютого 2000 року).

## Сім'я
Має 2 синів та доньку.

## Нагороди
Срібний орден Св. Анни II ст. (УПЦ МП, 05.1999).